# Tectaria zollingeri
Tectaria zollingeri là một loài thực vật có mạch trong họ Dryopteridaceae. Loài này được (Kurz) Holttum miêu tả khoa học đầu tiên năm 1991.